# Charles Van den Borren
Charles Jean Eugène Van den Borren (ur. 17 listopada 1874 w Ixelles, zm. 14 stycznia 1966 w Brukseli) – belgijski muzykolog.

## Życiorys
Ukończył studia prawnicze w Brukseli, w 1897 roku obronił doktorat. Początkowo pracował jako adwokat, następnie podjął studia muzyczne u Ernesta Clossona (harmonia, kontrapunkt, fuga) oraz Maurice’a Kufferatha (historia muzyki). W latach 1909–1914 współpracował jako krytyk muzyczny z „L’Indépendance Belge”. Od 1919 do 1940 roku pracował jako bibliotekarz w konserwatorium w Brukseli. W latach 1926–1945 kierował katedrą historii muzyki na Université Libre de Bruxelles, od 1927 do 1944 roku prowadził również wykłady na uniwersytecie w Liège. Od 1927 do 1954 roku był członkiem Międzynarodowego Towarzystwa Muzykologicznego. Był pierwszym prezesem powołanego w 1946 roku Société Belge de Musicologie. Od 1939 roku był członkiem Académie royale des Sciences, des Lettres et des Beaux-Arts de Belgique, w 1953 roku został wybrany jej przewodniczącym.
W swoich badaniach naukowych zajmował się muzyką niderlandzką okresu XV i XVI wieku, a także współczesną muzyką belgijską i duńską. Jego prace dotyczyły rozwoju form polifonicznych, muzyki na instrumenty klawiszowe oraz twórczości Guillaume’a Dufaya, Antoine’a Busnoisa i Orlanda di Lassa. Badał źródła i historię renesansowej muzyki niderlandzkiej, jej uwarunkowania dziejowe i socjalne oraz związki z muzyką francuską, włoską i angielską. Wspólnie z G. van Doorslaerem wydał dzieła Philippe’a de Monte (Philippe de Monte: Opera, 31 woluminów, Brugia 1927–1939). W 1933 roku razem z Saffordem Cape’em założył zespół Pro Musica Antiqua.

## Odznaczenia
- Wielki Oficer Orderu Leopolda (Belgia)[3]
- Wielki Oficer Orderu Korony (Belgia)[3]
- Wielka Srebrna Odznaka Honorowa z Gwiazdą Odznaki Honorowej za Zasługi (Austria)[3]
- Komandor Orderu Oranje-Nassau (Holandia)[3]
- Komandor Orderu Zasługi (Włochy)[3]
- Kawaler Orderu Legii Honorowej (Francja)[3]

## Prace
(na podstawie materiałów źródłowych)
- L’Oeuvre dramatique de César Franck, Hulda et Ghiselle (Bruksela 1907)
- Les Origines de la musique de clavecin en Angleterre (Bruksela 1912; tłum. ang. pt. The Sources of Keyboard Music in England 1914)
- Les Musiciens belges en Angleterre à l’époque de la Renaissance (Bruksela 1913)
- Les Débuts de la musique à Venise (Bruksela 1914)
- Origine et de développement de l’art polyphonique vocal du XVIe siècle (Bruksela 1920)
- Orlando de Lassus (Paryż 1920)
- Le Manuscrit musical M.222 C.22 de la Bibliothèque de Strasbourg (Antwerpia 1924)
- Guillaume Dufay: Son importance dans l’évolution de la musique au XVe siècle (Bruksela 1926)
- Études sur le quinzième siècle musical (Antwerpia 1941)
- Peter Benoît (Bruksela 1942)
- Roland de Lassus (Bruksela 1943)
- Geschiedenis van de muziek in de Nederlanden (2 tomy, Amsterdam 1948 i 1951)
- César Franck (Bruksela 1949)
- La musique en Belgique du Moyen-Âge à nos jours, wspólnie z Ernestem Clossonem (Bruksela 1950)